# Schreiber Farkas
Schreiber Farkas (1527 előtt - ?) pécsi bíró.

## Életrajza
Schreiber Farkas neve először Ferdinánd király székesfehérvári koronázása alkalmával 1527-ben tűnt fel Pécs város küldöttei között, akik Pécs városának a török harcok során elveszett; II. Ulászló és II. Lajos királyok által adományozott kiváltságlevelének megerősítését kérték a királytól.  Schreiber Farkas egy pozsonyi, majd budai német polgárcsalád (eredetileg Kochaim) tagja volt, családja, a Kochaim-család Pozsonyról származott Budára, majd házassága révén került Pécsre, ahol rövidesen a város vezető személyisége lett, és több alkalommal is Pécs városbírója. Valószínűleg 1521 és 1527 között költözött Pécsre. Több alkalommal is; így 1528-ban 1536-ban és 1542-ben is volt Pécs városbírója.
1541-ben, miután Szulejmán szultán Buda várát csellel elfoglalta, jelentős haderőt küldött Pécs átvételére is. Schreiber Farkas és Athinai Simon vezetésével a pécsiek az ellenállás mellett döntöttek. A vár falain a katonákkal együtt harcoltak a polgárok is Schreiber Farkas pécsi bíró vezetésével, és visszaverték a törökök támadását.